# Ганзель, Гретель и Агентство Магии
«Ганзель, Гретель и Агентство Магии» — российский комедийный фэнтезийный приключенческий 3D — мультфильм, созданый студией Wizart Animation и кинокомпанией «CTB» по мотивам всемирно известной сказки Братьев Гримм «Гензель и Гретель». Продюсерская компания — QED International. Сценарий написали Аналиса Лабьянко, Владимир Николаев, Джеффри Спенсер, Алексей Цицилин и Алексей Замыслов, режиссёр Алексей Цицилин. Фильм рассчитан для семейного просмотра.
Производство фильма было представлено на различных международных кинорынках. В России мультфильм был выпущен 18 марта 2021 года, где дистрибьютором фильма стала компания Sony Pictures Productions and Releasing (SPPR). Netflix приобрела глобальные права на фильм и выпустила его 25 марта 2021 года на стриминговом сервисе. Фильм хорошо зарекомендовал себя в рейтинге потоковой передачи Netflix, попав в десятку лучших мировых чартов по зрительской аудитории в первую неделю после его выхода. Фильм получил выдающиеся отзывы критиков, отмечая образцовый характер развития персонажей Ганзель и Гретель, а также звездную анимацию от анимационной студии.
Телевизионная премьера мультфильма состоялась 29 октября 2022 года на канале «СТС».

## Сюжет
В королевстве Король правит государством, скрепленным узами доброй воли и защитой от тайного магического агентства. Ведущим шпионом агентства является Гретель, которая вместе со своими коллегами добросовестно следит за любой незаконной чёрной магией. Агентство Магической Безопасности (А.М.Б.) — это организация, занимающаяся контролем и стабильностью магии, чтобы гарантировать, что она используется только добросовестно и честно. Штаб-квартира Секретного Агентства магического контроля находится в великолепном особняке, куда можно попасть только на парашютах. Каждая палочка и зелье зарегистрированы в департаменте, и если какой-нибудь чёрный маг попытается перехитрить агентство, Гретель всегда будет рядом, чтобы спасти и вернуть равновесие обществу.
Накануне дня рождения короля, при просмотре книги меню, еда волшебным образом оживает и похищает правителя. Агент Мачеха глава магического агентства готовится к самому громкому делу века. Соло-агент Гретель назначается руководителем операции по поиску короля, но она не может найти никаких зацепок самостоятельно, так как первая зацепка к администратору цирка заканчивается ложной зацепкой. Она освобождает пойманную русалку, феникса и осьминога, которые дают ей кулон русалки и перо от феникса. Агент Мачеха решает назначить ей дополнительного агента, чтобы помочь ей на предприятии, кого-то, кто может идентифицировать методы работы похитителей — Ганзель, отреченного брата Гретель. Хотя говорят, что Ганзель обладает магическими способностями и знаниями воровства для миссии, агенты не знают, что Гензель — ловкий обманщик в городе, продающий магические талисманы горожанам. Этот дуэт был выбран, чтобы избежать подозрений, которые могут возникнуть в результате массовой мобилизации Агентство Магической Безопасности.
Однако работать вместе непросто, так как оба брата и сестры ушли после ссоры. На следующий день Гретель стучится в дверь Ганзеля. Ганзель удивляется, но когда Гретель говорит, что это запрос из А.М.Б., Ганзель закрывает дверь. Гретель заковывает Ганзель в наручники и отправляет его в Агентство Магической Безопасности. Агент Мачеха официально выбивает печать миссии на по делу паспорт. Ганзель соглашается на эту миссию(ведь на кону его будущее, как и её) и просит их старого тайного рукопожатия.
Шпионская контрразведка миссия начинается немедленно. Они понимают, что в комнате с зельями за камином могут быть какие-то подсказки. Они проникают в комнату с зельями. Однако сторожевая собака и кексы охраняют вход. Гретель говорит Ганзелю, чтобы отвлечь стражников, когда она пытается открыть дверь зелья. Ганзель теряет контроль над собакой, когда его гонят в комнату зелий. Гретель почти достала нужное зелье, пока лестница не рухнула. Камера зелий Ильвиры взрывается радужным фейерверком. Однако одно таинственное зелье взрывается, посылая магические пары повсюду. Ганзель и Гретель попадают в волшебный воздух зелья, когда они превращаются в детей. Сторожевая собака превращается в щенка корги.
Они отправляются в густой лес, чтобы спросить совета у Бабы-Яги. После побега от Бабы-Яги брат и сестра оказываются на болотах, где живут русалки. Однако озерная ведьма, королева русалок, приняла их за шпионов за Ильвиру. Они спасены от превращения в рыб, когда её дочь узнает, что Гретель спасла её ранее. Ганзель и Гретель обнаруживают, что русалки заключили в тюрьму ещё больше головорезов Ильвиры. Никто не может получить от них никакой информации, потому что они говорят на другом языке. Гретель освобождает кексы, которые ведут к секретному Пряничному домику Ильвиры и, в конечном итоге, к похищенному королю. Они обнаруживают, что похищение было организовано Ильвирой, бывшим личным поваром короля. Её намерением было заставить суверена и все королевство влюбиться в магию, чтобы стать королевой и, таким образом, получить магическую силу в самом благородном титуле. Ильвира отводит детей в печь, похожую на торт, чтобы превратить их в конфеты.
В духовке Ганзель и Гретель спорят друг с другом; Гретель разочарована тем, что её брат мошенник, в то время как Ганзель опечален тем, что Гретель отдала предпочтение своей карьере агента, а не своей семье. Ганзель рассказывает Гретель, что, хотя их родители действительно выступали за то, чтобы их дети были честными, их работа в качестве агентов, были недостаточны для финансирования образования Гретель и того, что Ганзель отказался от своего шанса на честную жизнь, чтобы заплатить за обучение Гретель, которое, как он сказал было стипендией от короля. Гретель понимает, сколь многим ради неё пожертвовал Ганзель. Они примиряются и сбегают из духовки.
Финальная битва происходит в Королевской площади, где атакуют все 1200 персонажей. Война кексов разворачивается, когда дети Ганзель и Гретель пытаются освободить Короля из Пряничного домика. Однако Ильвира посылает свои силы пряничные солдаты. Чаши весов государства висят в дисбалансе, поскольку Король находится в эпицентре битвы. Только Ганзель с его изобретательностью и Гретель с её Департамента магической безопасности Электролазер могут остановить их.
Брат и сестра готовят противоядие с пером жар-птицы и отправляются на свадьбу на статуе дракона. Гретель удается дать королю противоядие, но брак скрепляется, прежде чем они успевают остановить Ильвиру. Прежде чем Гретель успевает вылить противоядие в тесто для приготовления печенья, Ильвира забирает противоядие и суёт детей в тесто, чтобы из них испекли печенье. Однако с помощью оборудования Агентства Магической Безопасности, которое украл Ганзель, брату и сестре удается сбежать и получить противоядие, бросив Ильвиру в тесто для печенья. Она взлетает в воздух и приземляется на пончиковый Колобок.
Гретель, спасшая короля и королевство от кулинарного саботажа Ильвиры, удостоена звания «Лучший агент» от А.М.Б. и Ганзель получает официальную лицензию на магию, от которой он отказывается, так как не может использовать настоящую магию. Гретель решает работать вместе с братом над всеми будущими миссиями. Агент Мачеха поручает Гретель новое срочное задание. Красную Шапочку заметили в лесу. Агентство наняло братьев Гримм для написания статьи для прикрытия, в которой рассказывается о двух братьях и сестрах, работающих вместе, чтобы бороться с кондитерской ведьмой, без упоминания похищенного короля.

## Персонажи
- Ганзель — брат Гретель, известный мошенник, который притворяется волшебником и устраивает для всех желающих красочные шоу.[2]
- Гретель — сестра Ганзеля, оперативный агент Отдела Магической Безопасности, назначен возглавить миссию по раскрытию преступления века.[3]
- Щенок — корги из печенья, состоит из сладкого теста, покрытого глазурью — любопытный, игривый, пугливый и дружелюбный.
- Ильвира — ведьма в пряничном домике, бывшая кухарка Короля, чья волшебная кухня печенья и кексов представляет угрозу для царства.[4]
- Король — простодушный, жизнерадостный, но достаточно властный правитель Королевства. Любит вкусную еду и праздники.
- Агент Мачеха — глава Агентства Магической Безопасности — властная, строгая и рассудительная.
- Агент Падчерица — сотрудник Агентства Магической Безопасности — жизнерадостная, немного эксцентричная, считает себя гением.
- Баба Яга — колдунья, живущая в лесу. Притворяется доброй, а на самом деле заколдовывает и ест детей, а также создаёт волшебные зелья на продажу.

## Роли озвучивали
| Актёр              | Роль         |
| ------------------ | ------------ |
| Валерий Смекалов   | Ганзель      |
| Ирина Обрезкова    | Гретель      |
| Алексей Макрецкий  | Король       |
| Регина Щукина      | Агент Мачеха |
| Ксения Бржезовская | Ильвира      |
| Юлия Зоркина       | Баба Яга     |

## Концепция

### Адаптации из исходного материала
Сборник сказок немецких фольклористов братьев Гримм, собранный в «Сказки братьев Гримм» (1812 г.), оказал огромное влияние на русскую культуру, насчитывающую более двух веков. Их первый том «Kinder-und Hausmärchen (Детские и домашние сказки)» «Сказки Гримма» стал влиятельным прецедентом для будущих фольклорных традиций в Европе. По сюжету были сняты художественные фильмы во многих странах, таких как Южная Корея и Япония. Первая адаптация была из самой Германии. Известный оперный композитор Энгельберт Хампердинк решил преобразовать серию занимательных стихов в полноценную оперу «Гензель и Гретель». Опера была написана, чтобы раскрыть юмор и комедию сказки Гримма. Исполненная в Веймарской республике 23 декабря 1893 года, музыка была в стиле немецких народных песен. Сказка также оказала значительное влияние на русскую литературу, обозначив межкультурное взаимодействие двух стран. На русских фольклористов Александр Пушкин и Александр Афанасьев оказали влияние публикации немецких фольклористов Вильгельм и Якоб Гримм.
Русские сказки, известные как сказки, начали составлять фольклористы в 1800-х годах. Они описывают широкий спектр историй, начиная от героической доблести, говорящих животных, волшебства и домашних сказок. Сходство сказок Пушкина, таких как «Сказка о рыбаке и рыбке», со сказкой брата Гримма, теперь открыло новые горизонты в литературе. Критики и историки размышляют, как могло произойти такое сходство. Некоторые предполагают, что Пушкин знал о Гримме благодаря своему воспитанию из сборника книг, составленного медсестрой Ариной Родионовной. Другие видят в историях как случайно похожие истории, которые разворачивались в совпадающие периоды времени.
Ещё одним сказочником из русского фольклора, имевшим определённую связь с братьями, был Александр Афанасьев, архивист и историк из Богучара, Воронежской губернии. Его чтение фольклорных сказок в детстве сильно повлияло на его решение продолжить наследие фольклорной литературы Европы. В 1850-е годы Афанасьев сосредоточился на славянской мифологии. В Бобровском уезде Воронежской губернии 14 августа 1851 г. Афанасьев направил письмо фольклористу Петру Киреевскому. В письме говорилось о намерении Афанясева начать эпос «Народные русские сказки». Афанаев писал: «Издание будет ученое, по образцу издания бр. Гриммов. Текст сказки будет сопровождаться филологическими и мифологическими примечаниями, что ещё больше даст цены этому материалу; кроме того тождественные сказки будут сличены с немецкими сказками по изданию Гриммов, и аналогичные места разных сказок указаны.» Тома сказок, изданные между 1855 и 1863 годами, считаются крупнейшим в мире сборником сказок, в котором представлены рассказы из России, Беларуси и Украины. Критики считают Афанасьева русским двойником братьев Гримм.
В 1954 году в США, Германии, Западной Германии вышли три фильма по сказке. Версия для США «Hansel and Gretel: An Opera Fantasy» была первым национальным анимационным фильмом, не относящимся к Диснею, созданным компанией RKO Pictures, который был рассмотрен как постановка Technicolor, созданная в эпоху машин. В том же году в Германии выпустили «Hänsel und Gretel» режиссёра Вальтера Янссена. В обзоре Дюссельдорфский университет имени Генриха Гейне фильм был охарактеризован как послевоенная интерпретация сказки, подходящая для просмотра любой публике. В Западной Германии Фриц Геншоу выпустил «Hänsel und Gretel», семейную интерпретацию сказки. Восстановленный и выпущенный на английском языке, в обзоре отмечается, что действие полностью снимается на открытом воздухе в Шварцвальде. Этот фильм считается одним из лучших сказок Германии, в котором рассказывается о братьях и сестрах, которые ищут сокровища в деревнях, которые все ещё остались стоя после мировой войны. Первой постановкой режиссёра Тима Бертона была «Гензель и Гретель», которая была утеряна с тех пор, как только однажды была показана на канале Дисней в 1983 году. Сегодня экспериментальный фильм братьев Гримм возродился после его выставки в Музее современного искусства и Сеульском музее искусств.

### Анимационный фильм
Анимационная студия Wizart Animation адаптировала одну из сказок братьев Гримм. Wizart Animation выбрала сказку «Пряничный домик» («Гензель и Гретель») в качестве фокусной точки для сценария, основанного на анимационном фильме. Ранее не было снято ни одного крупного анимационного фильма о Гензель и Гретель. Дисней выпустил «Детки в чаще» (1932) и RKO Pictures выпустил мультипликационный мюзикл «Ганзель и Гретель» (1954). Спустя 70 лет, в кинотеатрах выходит анимационный фильм Гензель и Гретель.
Благоприятные результаты обычно невелики при преобразовании истории с более темными оттенками в мультяшный формат. Тем не менее съемочная группа впервые в новейшей истории кинематографа превратила культовую европейскую культовую сказку в семейный комедийный анимационный фильм. В результате получился комбинированный жанр комедии ужасов.
Однако анимационная версия не будет ограничиваться столкновениями сюжетов, локациями и персонажами из оригинального литературного источника. Герои Гензель и Гретель в фильме будут гораздо активнее, чем в сказке, и станут участниками комических ситуаций.
Создатели фильма заявили, что постановка будет основана на трех составляющих — занимательный рассказ для всех зрителей, качественная анимация и хорошо продуманные визуальные эффекты и фон. Они отметили, что сказка о Гензеле и Гретель станет удачным дополнением к их студийным проектам из-за родительских качеств, связанных с историей, которая вращается вокруг братьев и сестер Гензель и Гретель. Основная аудитория фильма — семья. Фильм также может быть предназначен для детей старше шести лет за счет добавления в сюжет приключенческих элементов.
Тем не менее, студия признала, что в оригинальной истории есть элементы ужаса. Они пересказали архетипическую сказку ужасов таким образом, чтобы она могла привлечь внимание всех зрителей, добавив элементы комедии. Режиссёр Алексей Цицилин заметил, что фильм не будет ремейком, "Мы хотели не переделать, а переосмыслить. Оставить логику повествования и нанизать какие-то дополнительные детали. История начинает играть новыми красками, становится другой, но при этом ты понимаешь, что это все равно «Гензель и Гретель».

## Производство

### Развитие
В 2018 году пресс-служба анимационной студии раскрыла планы по фильму «Гензель и Гретель». 6 ноября 2019 года на American Film Market в Санта-Монике, штат Калифорния, Wizart представила эксклюзивный постер и предварительную коллекцию произведений искусства к фильму «Ганзель и Гретель». Wizart Animation уже имеет опыт адаптации сказок XIX века для киноиндустрии, которые были показаны в их фильмах «Снежная Королева». Студия планирует использовать свое вдохновение и знания из своих предыдущих серий, чтобы адаптировать историю всемирно известного бренда, известного как братьев Гримм.
На выставке MIPCOM 2019 в Каннах Wizart Animation представила киноиндустрии превью «Ганзеле и Гретель». События совпали с мероприятием «Сделано в России», получившим место в журнале Mipcom News. 13 октября 2019 года в MIPJunior прошла презентация отечественных анимационных проектов под баннером Made in Russia. Представленный Евгения Маркова, официальным представителем международных рынков MIPCOM, MIPJunior и MIPTV, был представлен новый материал для «Ганзель и Гретель».
Вскоре после этого анимационная студия начала сотрудничество с американской киностудией QED International. Как крупный международный дистрибьютор в рамках материнской компании Media Content Capital, QED удалось выпустить такие критические фильмы, как «Район № 9». Обе компании договорились творчески расширить перспективы международного распространения и производства.
Саша Шапиро, генеральный директор QED, заявил: «Мы изучаем как инвестиционные возможности, так и творческое расширение в рамках семейного / детского жанра, и я считаю, что Wizart обладает всем необходимым потенциалом, который мы искали». Сотрудничество Wizart — это первый набег на американский кинорынок, так как у них никогда не было полноценного проката фильмов в США из-за большой пропускной способности страны.
Глобальная дистрибьюторская сделка была подписана в 2019 году, когда фильм был впервые представлен профессиональному сообществу на Marche du Film в Каннах. Совместно с «Экспоконтентом» была организована презентация проекта под брендом «Сделано в России». На презентации был представлен каталог международной озвучки к фильму, частично созданный за счет субсидий Минэкономразвития и РЭЦ. Государственная поддержка Министерства культуры сыграла решающую роль в развитии экспортного потенциала упаковки. Покупателям Netflix фильм особенно понравился, и переговоры с платформой продолжились на последующих кинорынках, организованных РОСКИНО, и завершились соглашением о единовременном выпуске фильма в марте 2021 года.
На сентябрьском Кинофестиваль в Торонто, а также на кинорынке EFM 2020 в Берлине Wizart Animation была одной из анимационных студий, которые представляли Россию и представили работы над фильмом. На мероприятии Miami Kidscreen Summit 2020 года компания Wizart представила материалы к фильму. Рыночные предприятия появляются в то время, когда анимационная индустрия в Россия процветает и развивается свои позиции в ретроспективе последних десяти лет. Распад индустрии в Советском Союзе в 1991 году стал серьёзным экономическим спадом для анимационной индустрии в России. Однако с 2010 года отрасль возродилась.

### Сценарий
В контексте своих предыдущих фильмов сценаристы чтят ключевые моменты истории и юмора. Хотя история исторически известна различными экранизациями фильмов ужасов, сценаристы пошли другим путем и создали сценарий, основанный на комедийных и семейных экранизациях сказки. Долгие годы сценарий находился в разработке. Адаптировать классическую европейскую сказку к комедии было сложно, поскольку в ней было всего две обстановки: пряничный домик и густой лес. Однако такая возможность была одной из творческих задач Wizart Animation. Было написано более 57 сценариев. Один из сценариев включал отца и его детей, живущих в лесу. Однажды его похищает ведьма, и дети отправляются на поиски. Они попадают в ловушку, и им приходится прислуживать злой колдунье. В то же время дети разрабатывают план, как спастись самим и спасти отца. Затем авторы исследовали концепцию суперагентской школы, в которую поступают смутьяны Гензель и Гретель. К окончательному сценарию идея шпионского фильма с супер-агентами была окончательно доработана.
Сценаристы сосредоточились на развитии персонажей. В финальном варианте сценария главные герои превращаются в детей. Это позволило им полностью преобразовать устрашающую историю брата Гримма в подходящий сценарий. Фильм подчеркивал детективную составляющую, вращая историю вокруг Департамента магической безопасности. Вдохновением для создателей стали советский фильм «Бриллиантовая рука», а также серия фильмов о Джеймсе Бонде и «Кингсмен». В рецензии на фильм отмечалось, что фильм имеет «настроения старых советских фильмов».
Сценаристы намерены сохранить в неприкосновенности главных героев Ганзель, Гретель и Ведьму Пряничного домика, одновременно расширяя волшебный лес и вселенную Пряничного домика. Они отметили, что масштаб, в котором они создали сказочную вселенную, призван заинтересовать знающих зрителей сказкой. Идея создания Агентства магической безопасности открылись новые направления для кинопроизводства. Сценарий превратился в глобальную историю со ссылками на элементы из других культур.
Они также добавили атмосферу русских сказок через частичное воссоздание сказок Пушкина. По мнению создателей: «Мы своей культурой дорожим и для нас честь показывать её не со стереотипной стороны — через шапки-ушанки, балалайки и медведей — а с другой, может быть даже в какой-то степени фольклорной. Само собой, нам было интересно и соединить такой подход с чем-то современным»
Есть отсылки к Царевне-Лягушке, Перо Жар-птицы, и Баба Яга с избушкой, и русалкам на ветках, и беговым ботинкам. Славянский пряничный мифологический персонаж Колобок стал одним из главных героев фильма. Создатели фильма специально не стали менять имена героев русской народной сказки в связи с тем, что у этих персонажей нет аналогов в мире. Они вставили этих героев как способ популяризации русской культуры за рубежом. Фильм также наполнен Поттерианы с Агентство магической безопасности став чем — то вроде Хогвартса в архитектуре интерьера. На многие другие артефакты ссылаются в том числе меч в камне, ящик Пандоры, и лампа Алладина.

### Темы
В фильме будет рассмотрена концепция бюрократии государства, а также сопоставление сладостей с жизнью без любви. Конфликт сюжета разворачивается вокруг злодейки Ильвиры. Сценарист расширил рамки Ленинской диссертации «Каждая кухарка должна научиться управлять государством» представив Ильвиру кухаркой, которая добивается от Короля государственного трона. Создатели сопоставили приготовление пищи Ильвиры с печеньем, кексы, и конфеты, чтобы заставить её полюбить себя. Через призму комедии и драмы авторы эксплицировали характер до тех пор, пока Ильвира не стала карикатурой на американскую актрису 1960-х годов Мерилин Монро.
Писатели вдохновлялись историей родного края а также колоритом чернозёмная область, как они пытаясь превратить в детский мультфильм обычно более мрачную сказку Братьев Гримм. Сценаристы фильма несколько раз проходили настоящие квесты, чтобы оказаться «в шкуре» своих героев и лучше их понять. Их вдохновляло то, как Осип Мандельштам в изгнании превратил страдание в поэзию. Точно так же, когда сценаристы написали сценарий, они вдохновлялись поэтом и стойкостью против репрессий искусства. По окончательному варианту сценария сказка «Гензель и Гретель» которые недавно были адаптированы как фильмы ужасов была превращена в анимационный фильм для детей в XXI веке.
Ещё одна важная тема в фильме, — это семейные отношения, их важность и особенно семейная связь между братьями и сестрами, даже если они иногда несовместимы друг с другом, как в случае с брат и сестра Ганзель и Гретель. В фильме конфликт развивается как семейный раскол, вызванный системой приема в школу. Побочная история братьев и сестер показывает, Гретель становится доблестной студенткой в рамках Агентство Магии, обучающейся на государственную стипендию. Напротив, Гензель сводит концы с концами обманом. Фильм оформлен как миссия, раскрывающая сильные и слабые стороны обоих главных героев, Ганзель и Гретель. Фильм сочетает в себе несовместимые элементы отважных секретных разведывательных навыков Гретель, приобретенных в Агентство Магии, с навыками Ганзель в иллюзиях и обмане, чтобы найти правильный баланс для объяснения концепции примирения и, в конечном итоге, полноценной семьи.
Одна из главных тем оригинальной сказки «Ганзель и Гретель» — это концепция преданности братьев и сестер. Братья Гримм рассказали, как братья и сестры, пострадавшие от бедности и потери родителей, выросли и стали доверять друг другу и быть лояльными. Эта концепция родственную связь исследуется в фильме, когда суперагент сестра Гретель, и мошенник брат Гензель должны найти общий язык, чтобы спасти Короля.

### Анимация
Качество анимации фильма достигнуто на продвинутом уровне и находится на более высоком уровне, чем то, что использовалось в предыдущих фильмах. Фильм «Ганзель, Гретель и Агентство Магии» можно считать первым трёхмерный анимационный фильм 3D снято в России. Это связано с тем, что 3D oсвещение осуществлялось в собственном 3D редакторе студии.
Анимация заняла более трех лет, переводя раскадровки, которые впервые были нарисованы карандашом, в 3D. Было отмечено, что более 60 тысяч картин были нарисованы синхронно с музыкой. Эпизоды менялись более 30 раз. Над фильмом работало более 15 отделов, причем каждый кадр двигался по принципу ленточной конвейерной системы. Рекорды, установленные для фильма, включают в себя рендеринг, требующий более 3000 процессорных ядер, а кульминация на королевской площади имела более 1200 персонажи.
Значительное влияние на анимацию фильма оказали работы известных художников. Пряничный домик вдохновлен работами испанского архитектора Антонио Гауди. На аниматоров повлияла способность Тим Бёртон превращать элементы ужасов в очаровательных персонажей, показанных в его анимационных фильмах. Персонажи преувеличены в полной мере с опорными точками, взятыми из реального живого выступления актёров и актрис. Кроме того, фильм основан на новой системе анимационных спецэффектов, разработанной самой анимационной студией. Система основана на собственном конвейере студии. Разработанная как уникальная российская технология, графическая технология будет включать новые спецэффекты и настройку лица и скелета которыми они намерены поделиться с другими независимыми студиями в будущем.

### Музыка
Музыку написали композитор Гэбриел Хэйс с дополнительным сопровождением Брэда Брика. Композитор отметил, что написание музыки для жанров шпионаж и фэнтези требует большего размышления, потому что музыка будет иметь тенденцию быть противоположной друг другу. Более того, эта область музыки обычно не исследуется. Используя в качестве образца «веселых, причудливых и сердечных» классических персонажей Ганзель и Гретель, музыка смогла объединить фэнтези и жанр шпиона. Композитор Габриэль Хейс отметил, что творческая составляющая партитуры началась с начальных отрывков из фортепианных записей. После этого были созданы три основных трека для фильма, в том числе «Secret Magic Control Agency», который стал идеальным воплощением концепции слияния шпионских и фэнтезийных элементов. Другими главными линиями были «Back at the SMCA» и «Here’s Looking at You Not Kid», в которых заключительная линия представляет собой вызывающую воспоминания симфонию, изображающую героев Ганзель и Гретель, возвращающихся к своей первоначальной форме.

## Премьера

### Театральный
Выпуск анимационного фильма-сказки был подтвержден пресс-службой Sony Pictures 27 января 2021 года. В прессе подчеркивали, что зрители смогут по-новому взглянуть на классическую сказку братьев Гримм. В фильме будет включать в себя шпионаж и агенты, концептуализированные Департаментом магической безопасности. В фильме будут рассмотрены последствия мошенничества и концепция джентльмена-вора, концептуализированная персонаж Гензель. Персонаж Гретель описывается как сверхсекретный агент отдела магической безопасности. Сценарий стал результатом сотрудничества российской команды и команды авторов сценария из-за границы. Несмотря на выпуски из прошлого, фильм стал дебютным фильмом для компании, так как они никогда не снимали такой сценарий в жанрах анимационной комедии.
«Ганзель, Гретель и Агентство Магии» выпущен в России компанией Sony Pictures Productions на 18 марта 2021 года. Фильм стал одним из главных релизов в марте 2021 года. В Самаре фильм стал одним из первых мультфильмов, которые можно было посмотреть в мягком кинотеатре. В кинотеатрах Уфы прошёл конкурс на призы Гензель и Гретель.
Продюсерская компания CTB объединилась с Wizart Animation, чтобы привнести в кино театры анимационный пересказ европейской сказки. Аудиогруппа нашла голосовые таланты, чтобы воплотить в жизнь одних из самых известных братьев и сестёр Европы, Ганзель и Гретель. Ганзеля озвучивает Валерий Смекалов, ранее выступавший в качестве актёра проекта канала СТС «Лондонград». Гретель озвучивает Ирина Обрезкова. Ирина Обрезкова — актриса театральных постановок, начиная с пьесы 1878 года «Детский альбом», а также кино- и телевизионных проектов, включая «Петербург. Любовь. До востребования». Фильм стал первым российским анимационным проектом под брендом Netflix Original, премьера состоялась 25 марта 2021 года. Комедийный мультфильм был приобретен для глобального распространения.

### Стриминг анализ
По данным агрегатора стриминга FlixPatrol, в первую неделю после выхода фильм возглавил глобальные чарты стриминговой платформы Netflix. 27 марта 2021 года фильм стал вторым по популярности фильмом Netflix, поскольку он превзошёл рейтинги Голливуда и мировых блокбастеров, в том числе «Форсаж». Название фильма в зарубежных странах пошло «Secret Magic Control Agency». По словам генерального директора Роскино Евгении Марковой, российский проект впервые возглавил мировой рейтинг топовой VOD-платформы. В Германии фильм занял третье место и десятое место в общем зачете. В целом в тот день это был лучший фильм в странах Греции, Дании, Финляндии, Кипра, Швеции, Норвегии, Люксембурга и Ямайки. 28 марта 2021 года «Ганзель, Гретель и Агентство Магии» заняла второе место в мировом рейтинге, сохранив лидирующие позиции на выходных. Во Франции, ранее занимавшей второе место, фильму удалось превзойти многие крупные фильмы за лучший фильм в разделе фильмов и третье место в общем зачете. Согласно отчету IndieWire, к 29 марта 2021 года фильм в Netflix перешёл на второе место в рейтинге. В начале апреля фильм успел стать самым просматриваемым фильмом за два дня. По данным FlixPatrol, в первую неделю после выхода фильм пять дней подряд был самым просматриваемым в Netflix во Франции. «Ганзель, Гретель и Агентство Магии» официально стал одним из любимых фильмов Франции. В Бразилии фильм также пользовался большим спросом, заняв второе место в максимальном рейтинге за два дня. Основываясь на совокупности всех различных типов платформ видео по запросу и их статистике, Система измерения аудитории США Nielsen оценивает "Ганзель, Гретель и Агентство Магии"как второй по популярности фильм в стране за неделю Март 29-Апрель 4. В целом фильм стал десятым по популярности фильмом в апреле 2021 на Netflix.

### Критический ответ
Рецензии на фильмы показали, что фильм ориентирован на детей, но также может считаться развлекательным фильмом и для взрослых. Борис Гришин для рецензии в «Кино Mail» договорились, «Ганзель, Гретель и Агентство Магии» также может быть показан взрослым, «Увлекательный, динамичный, остроумный мультик, настоящий приключенческий детектив, за интригой которого будет интересно следить даже взрослым. Так что для семейного просмотра — действительно удачный вариант.» «Тлум» говорилось «Дети оценят динамичный сюжет и смешные моменты, а взрослые смогут расслабиться с приятной версией знакомой сказки и будут следить за расследованием умных и находчивых близнецо». Ксения Реутова для рецензии в «Киноафишa» писал отмечается в терминах темп и действие сценария: «Из всех этих лоскутков авторам анимационного фильма удается соткать полотно, которое выглядит вполне добротно. Нитки не торчат, действие не провисает.»
«Тлум» в рецензии на фильм говорилось фильм раскрывает суть ностальгии «это добрая, захватывающая и весёлая шпионская лента, которая успевает и затронуть самые тёплые ностальгические чувства, и порадовать экшеном.» «Вечерняя Москва» дал краткое изложение фильма как что это «понравится абсолютному большинству юных зрителей. Ведь в нём собрано все, что так нравится подрастающему поколению: искрометный юмор и фантастические приключения агентов сверхсекретного отдела магической безопасности, которым поручают расследовать преступление века — загадочное исчезновение Короля.»

«Телепрограмма» Рецензия Егора Арефьева на фильм «Ганзель, Гретель и Агентство Магии» заявляет, что это быстрый аттракцион «Лифт времен, эпох и популярных мультфильмов носит зрителя с бешеным темпом по этажам фантазии художников и сценаристов Wizart.» Овидео рецензия на фильм найдено сходство между персонажем Гретель и Эльза от Холодное сердце по характеристика лица и Агентство Магии «успешно пародируют фильмы о секретных организациях.» С точки зрения анимации обзор фильма на Сенсаций. Нет Светланы Огневой писал 
«При этом невозможно не отметить логичность и выдержанность цветовых гамм. Для каждого эпизода тут своя колористика — отличный режиссёрский ход, который не совсем очевиден, но однозначно влияет на восприятие и создает соответствующее настроение.»
Кроме того, пряничный домик в фильме можно рассматривать отдельно от фильма.

## Достижения и награды
- После своей премьеры на стриминговой платформе Netflix 25 марта 2021 года мультипликационный фильм стал лидером по просмотрам в мире.[93]
- В США показатели система измерения аудитории Nielsen поместили фильм на шестое место по рейтингу контента платформы VOD, обогнав метрики Диснея Райя, за неделю Март 29-Апрель 4 второй обогнав метрики Диснея Моана.[94][95]

## Продолжение
12 мая 2023 года было объявлено о начале производства сиквела под названием «Секретное агентство по контролю над магией II: Операция «Спящая красавица». Продюсировать фильм будут компании Magic Frame Animation и Creation Entertainment Media; Цицилин возвращается в качестве режиссёра, а Джойс и Корда повторяют свои роли.
22 мая 2025 года года вышло продолжение фильма: "Ганзель и Гретель: Миссия "Спящая красавица"".

## сноска
1. ↑  страница  53
2. ↑  страница  408